# (37130) 2000 VS26
2000 VS26 (asteroide 37130) é um asteroide da cintura principal. Possui uma excentricidade de 0.20351950 e uma inclinação de 1.20910º.
Este asteroide foi descoberto no dia 1 de novembro de 2000 por LINEAR em Socorro.